# 熊野社 (名古屋市中村区)
熊野社（くまのしゃ）は、愛知県名古屋市中村区権現通3丁目37番地にある神社。

## 由緒
正徳2年（1712年）9月の創建と伝わる神社で、主祭神として伊邪那美神を祀る。1871年（明治4年）に村社に列格。1828年（昭和3年）10月には神饌幣帛料供進社に指定されたが、1946年（昭和21年）11月に宗教法人となった。
境内には市の保存樹にも指定されているクスノキやケヤキの大木があって鎮守の森の様相を残す。神社の西側には1939年（昭和14年）から街区公園の茶ノ木島公園が置かれていたが、周辺が住宅密集地となったことから防災公園とするため土地買収が進められ、米野公園として再整備が行なわれている。

## 境内末社
子安社
享保18年（1733年）8月鎮座と伝わり、祭神は木花之佐久夜毘売命で安産の守護神とされる。毎年7月に行なわれる「茅の輪禁厭行事」は、子供の虫封じ・悪病避けを祈念するものであるという。

## アクセス
- 名古屋市営地下鉄桜通線太閤通駅から南へ約500ｍ
- 近鉄名古屋線米野駅から北西へ約700ｍ
- 名古屋市営バス栄24号系統「権現通」下車